# Pădureni, Bihor
Pădureni este un sat în comuna Viișoara din județul Bihor, Crișana, România.
A fost înființat în 1914 de oameni atrași de prețurile mici ale terenurilor iar în anul 2015 a murit ultimul locuitor al satului.